# Assimetria de bárions
O problema de assimetria de bárions na física refere-se ao desequilíbrio da matéria bariônica e da matéria antibariônica no universo observável. Nem o modelo padrão da física de partículas, nem a teoria da relatividade geral fornece uma explicação óbvia para o porquê isso deve ser assim e é uma suposição natural que o universo seja neutro com todas as cargas conservadas. O Big Bang deveria ter produzido quantidades iguais de matéria e antimatéria. Uma vez que isto não parece ter sido o caso, é provável que algumas leis da física devem ter agido de forma diferente ou que não existem para a matéria e a antimatéria.
Várias hipóteses concorrentes existem para explicar o desequilíbrio da matéria e antimatéria que resultou na bariogênese. No entanto, não existe ainda nenhuma teoria consensual que explique o fenômeno. Como observado em um estudo de 2012, "a origem da matéria permanece um dos grandes mistérios da física".